# サウスイースト・ディビジョン (NBA)
サウスイースト・ディビジョンは北米のプロバスケットボールリーグNBAのイースタン・カンファレンスの3つのディビジョン(地区)のうちの1つ。アトランタ・ホークス、シャーロット・ホーネッツ、マイアミ・ヒート、オーランド・マジック、ワシントン・ウィザーズの5チームが所属する。

## 歴史
2004-05シーズンにシャーロット・ボブキャッツがエクスパンションチームとして加入して、チーム数が29から30に増加して4つのディビジョンから6つのディビジョンに分けられた際、サウスウェスト・ディビジョン、ノースウェスト・ディビジョンと共に創設され、ホークス、ボブキャッツ、ヒート、マジック、ウィザーズの5チームが所属した。ホークスはセントラル・ディビジョンから、ヒート、マジック、ウィザーズはアトランティック・ディビジョンからの加入であった。ボブキャッツは、2014-15シーズンよりシャーロット・ホーネッツと改称した。1988-89シーズンから2001-02シーズンまで同名のホーネッツが存在しており、同チームは、ルイジアナ州ニューオーリンズに移転して、当初はニューオーリンズ・ホーネッツというチーム名であったが、2013-2014シーズンよりニューオーリンズ・ペリカンズと改称していた。
ヒートが9回、マジックが4回、ホークス、ウィザーズが1回ずつ優勝している。2011年から2014年までヒートが4年連続優勝した。ヒートはNBAファイナルを3回制した。